# Ryszard Wolny
Ryszard Marcin Wolny (Racibórz, 1969. március 24. –) lengyel amatőr birkózó.
Az 1992. évi nyári olimpiai játékokon 62 kg-os súlycsoportban a 4. lett, miután a bronzmérkőzésen 5-0-ra kapott ki a kubai Juan Maréntől. 1996-ban a 68 kg-os súlycsoportban aranyérmet szerzett. 2000-ben 69 kg-ban indult, a csoportkörben az orosz Alekszej Gluskov, az ukrán Rusztam Adzsi és a fehérorosz Uladzimir Kapitav állította meg a csoportkörben. Indult 2004-ben is, a 66 kg-os súlycsoportban ismét Marén, és az azeri Fərid Mənsurov állította meg.